# Mutiny on the Bounty (groupe)
Pour les articles homonymes, voir Mutiny on the Bounty.
Mutiny on the Bounty, abrégé en MOTB, est un groupe luxembourgeois de rock.

## Histoire
Mutiny on the Bounty est formé en avril 2004 par Nicolas Przeor et Sascha Schmitz. Les membres ont changé plusieurs fois depuis lors. En 2005, MOTB sort un split album avec le groupe Treasure Chest at the End of the Rainbow. Les membres à l'époque étaient Sacha Schmitz de Treasure Chest, Luciano Lippis de Ganesha, David Moreira d'Eternal Tango et Nicolas Przeor. En 2007, Moreira quitte le groupe et le bassiste Claudio Pianini le rejoint. En août 2011, Claudio Pianini et le guitariste Luciano Lippis sont remplacés par Cédric Czaika et Clément Delporte.
En 2009, MOTB sort un premier album solo intitulé Danger Mouth. En 2011, le groupe est présenté dans le documentaire We Might as Well Fail de Govinda van Maele.
Le deuxième album du groupe, Trials (2012), est produit par le producteur américain Matt Bayles, à qui ils avaient envoyé un lien avec certaines de leurs chansons et que le groupe a ensuite rencontré après l'un de leurs concerts à Austin, au Texas. Les enregistrements de l'album sont réalisés dans le studio de Bayles à Seattle et durent un mois. La production est financée par le groupe, entre autres, grâce à un financement participatif via le site promisemusic.com. La soirée de sortie de l'album a lieu le 4 mai 2012 au Den Atelier, où MOTB était soutenu par Mount Stealth et Heartbeat Parade. En avril, le single Artifacts et son clip étaient déjà sortis. Un clip est également rendu public pour la chanson Myanmar en février 2013.
Par la suite, MOTB donne des concerts dans toute l'Europe. Au Luxembourg, ils se produisent au Rock-A-Field (2009, 2012 et 2015), au Rock um Knuedler (2007, 2009, 2013 et 2015) et à Food for Your Senses (2008 et 2012).
Début 2014, un clip pour la chanson Mapping the Universe sort.
Le troisième album studio est enregistré avec le producteur Jan Kerscher aux Ghost City Recording Studios, près de Nuremberg. Le tout est mixé par Ross Robinson. Le premier single du nouvel album Digital Tropics s'appelle MKL JKSN et sort avec le clip le 2 mars 2015 par le magazine Visions en Allemagne et par 7BitArcade en Angleterre. Telekinesis, le deuxième single du nouvel album, sort le 3 avril 2015 exclusivement via le site web de Clash Magazine. La sortie du troisième album a lieu le 17 avril 2015 au Kufa, à Esch-sur-Alzette. L'album lui-même sort le même jour en format CD et le 22 mai 2015 sur disque chez Redfield Records (DE) et Deaf Rock Records (FR). Au Royaume-Uni, Digital Tropics sort le 26 mai 2015 simultanément sur CD et LP via leur nouveau label musical Small Pond Records (UK).
Le clip du troisième single Dance Automaton Dance sort sur YouTube le 17 juin 2015. Le 17 juillet 2015, l'album Digital Tropics sort via le label Friend of Mine Records au Japon. La version japonaise de l'album est un digisleeve avec un nouveau design, la chanson bonus Bleak Future et un remix de la chanson Ecliptic qui est remixée par Sun Glitters.

## Membres

### Membres actuels
- Sacha Hanlet (Falcon) — batterie, voix
- Nicolas Przeor (Pzey) — guitare, chœurs
- Clément Delporte (Clem) (depuis 2011) — guitare
- Cédric Czaika (Tchiggy) (depuis 2011) — basse, chœurs

### Anciens membres
- David Schmit — basse (jusqu'en 2007)
- Luciano Lippis (Topolino) — guitare (jusqu'en 2011)
- Claudio Pianini (Pi) — basse, chant (jusqu'en 2011)

## Discographie

### Albums studio
- 2005 : Treasure Chest at the End of the Rainbow, Mutiny on the Bounty (split avec Treasure Chest at the End of the Rainbow, New Romance for Kids Records)
- 2009 : Danger Mouth (Redfield Records, Big Scary Monsters Records)
- 2012 : Trials (Redfield Records, Best Before Records)
- 2015 : Digital Tropics (Redfield Records, Deaf Rock Records, Small Pond Records, Friend of Mine Records)

### Singles
- 2012 : Artifacts (numérique)
- 2013 : Myanmar (single radio)
- 2015 : MKL JKSN (numérique)
- 2015 : Telekinesis (numérique)
- 2015 : Dance Automaton Dance (numérique)